# Saint-Lézer
Cet article possède un paronyme, voir Saint-Lizier (homonymie).
Saint-Lézer [sɛ̃ leze] est une commune française située dans le nord du département des Hautes-Pyrénées, en région Occitanie.
Sur le plan historique et culturel, la commune est dans l’ancien comté de Bigorre, comté historique des Pyrénées françaises et de Gascogne. Exposée à un climat de montagne, elle est drainée par l'Échez, le Lys, le canal de Luzerte, la Géline, la Barmale et par un autre cours d'eau. La commune possède un patrimoine naturel remarquable composé de deux zones naturelles d'intérêt écologique, faunistique et floristique.
Saint-Lézer est une commune rurale qui compte 434 habitants en 2022, après avoir connu une forte hausse de la population depuis 1962. Elle fait partie de l'aire d'attraction de Tarbes. Ses habitants sont appelés les Saint-Lézéens ou  Saint-Lézéennes.

## Géographie

### Localisation
La commune de Saint-Lézer se trouve dans le département des Hautes-Pyrénées, en région Occitanie.
Elle se situe à 16 km à vol d'oiseau de Tarbes, préfecture du département, et à 3 km de Vic-en-Bigorre, bureau centralisateur du canton de Vic-en-Bigorre dont dépend la commune depuis 2015 pour les élections départementales.
La commune fait en outre partie du bassin de vie de Vic-en-Bigorre.
Les communes les plus proches sont : 
Vic-en-Bigorre (2,5 km), Sanous (2,6 km), Pujo (3,6 km), Camalès (3,6 km), Casteide-Doat (3,7 km), Talazac (4,0 km), Montaner (4,2 km), Caixon (4,6 km).
Sur le plan historique et culturel, Saint-Lézer fait partie de l’ancien comté de Bigorre, comté historique des Pyrénées françaises et de Gascogne créé au IXe siècle puis rattaché au domaine royal en 1302, inclus ensuite au comté de Foix en 1425 puis une nouvelle fois rattaché au royaume de France en 1607. La commune est dans le pays de Tarbes et de la Haute Bigorre.
| Sanous                               |             | Vic-en-Bigorre |
| Casteide-Doat (Pyrénées-Atlantiques) | Saint-Lézer |                |
| Montaner (Pyrénées-Atlantiques)      | Talazac     | Pujo           |

### Hydrographie

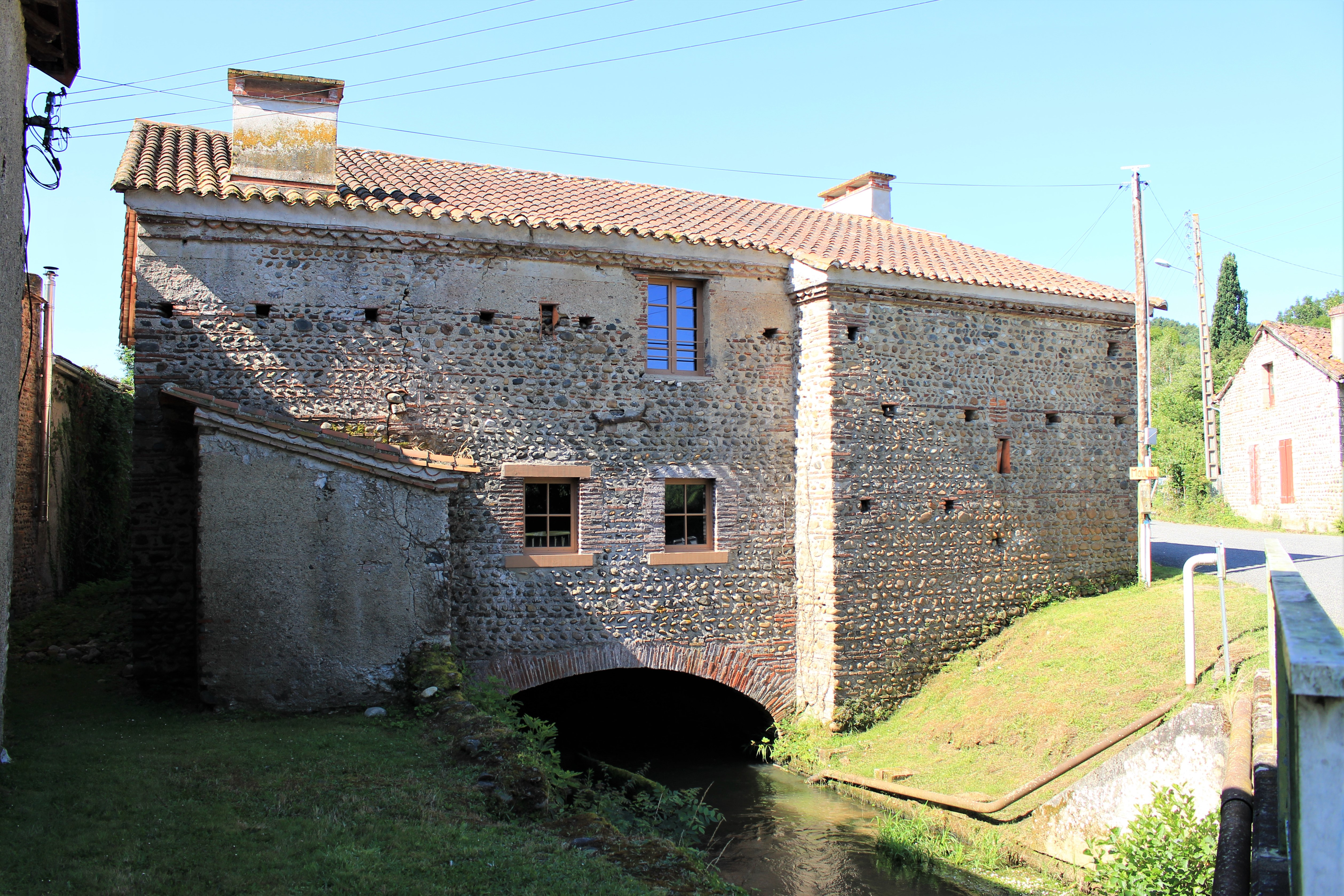
Le moulin à eau en 2024.

La commune est dans le bassin de l'Adour, au sein du bassin hydrographique Adour-Garonne. Elle est drainée par l'Échez, le Lys, le canal de Luzerte, la Géline, la Barmale et le Bergons, constituant un réseau hydrographique de 14 km de longueur totale,.
L'Échez, d'une longueur totale de 64,1 km, prend sa source dans la commune de Germs-sur-l'Oussouet et s'écoule vers le nord. Il traverse la commune et se jette dansl'Adour à Maubourguet, après avoir traversé 26 communes.
Le Lys, d'une longueur totale de 29,6 km, prend sa source dans la commune de Ger et s'écoule vers le nord. Il traverse la commune et se jette dansl'Échez à Larreule, après avoir traversé 10 communes.
Le canal de Luzerte, d'une longueur totale de 10,1 km, prend sa source dans la commune de Siarrouy et s'écoule vers le nord. Il traverse la commune et se jette dans le Lys à Caixon, après avoir traversé 5 communes.
La Géline, d'une longueur totale de 20,8 km, prend sa source dans la commune d'Azereix et s'écoule du sud-ouest vers le nord-est. Elle se jette dans le canal de Luzerte sur le territoire communal, après avoir traversé 12 communes.
La Barmale, d'une longueur totale de 16 km, prend sa source dans la commune de Ger et s'écoule vers le nord. Elle traverse la commune et se jette dansCanal de Luzerte à Ger, après avoir traversé 6 communes.
Le Bergons, d'une longueur totale de 25,1 km, prend sa source dans la commune de Moncaup et s'écoule vers le nord. Il traverse la commune et se jette dansl'Adour à Saint-Mont, après avoir traversé 9 communes.

### Climat
Le climat est tempéré de type océanique, en raison de l'influence proche de l'océan Atlantique situé à peu près 150 km plus à l'ouest. La proximité des Pyrénées fait que la commune profite d'un effet de foehn, il peut aussi y neiger en hiver, même si cela reste inhabituel.
| Mois                              | jan.  | fév.  | mars  | avril | mai   | juin  | jui.  | août  | sep.  | oct.  | nov.  | déc.  | année   |
| --------------------------------- | ----- | ----- | ----- | ----- | ----- | ----- | ----- | ----- | ----- | ----- | ----- | ----- | ------- |
| Température minimale moyenne (°C) | 0,6   | 1,3   | 2,7   | 5,2   | 8,3   | 11,6  | 14,1  | 13,9  | 11,7  | 8     | 3,6   | 1,3   | 6,9     |
| Température moyenne (°C)          | 5,3   | 6,1   | 7,8   | 10    | 13,3  | 16,7  | 19,3  | 19    | 17,2  | 13,3  | 8,5   | 5,8   | 11,9    |
| Température maximale moyenne (°C) | 9,9   | 11    | 12,9  | 14,8  | 18,3  | 21,7  | 24,5  | 24    | 22,6  | 18,6  | 13,4  | 10,4  | 16,8    |
| Ensoleillement (h)                | 108,8 | 118,8 | 155,6 | 157,2 | 181,3 | 191,5 | 215,5 | 196,4 | 194,5 | 164,4 | 124,4 | 104,4 | 1 912,8 |
| Précipitations (mm)               | 112,8 | 97,5  | 100,2 | 105,7 | 113,6 | 80,7  | 57,3  | 70,3  | 71    | 85,2  | 93    | 112,1 | 1 099,4 |

### Milieux naturels et biodiversité
L’inventaire des zones naturelles d'intérêt écologique, faunistique et floristique (ZNIEFF) a pour objectif de réaliser une couverture des zones les plus intéressantes sur le plan écologique, essentiellement dans la perspective d’améliorer la connaissance du patrimoine naturel national et de fournir aux différents décideurs un outil d’aide à la prise en compte de l’environnement dans l’aménagement du territoire.
Une ZNIEFF de type 1 est recensée sur la commune :
le « réseau hydrographique de l'Échez » (392 ha), couvrant 26 communes dont trois dans les Pyrénées-Atlantiques et 23 dans les Hautes-Pyrénées et une ZNIEFF de type 2, : 
le « plateau de Ger et coteaux de l'ouest tarbais » (6 409 ha), couvrant 26 communes dont six dans les Pyrénées-Atlantiques et 20 dans les Hautes-Pyrénées.

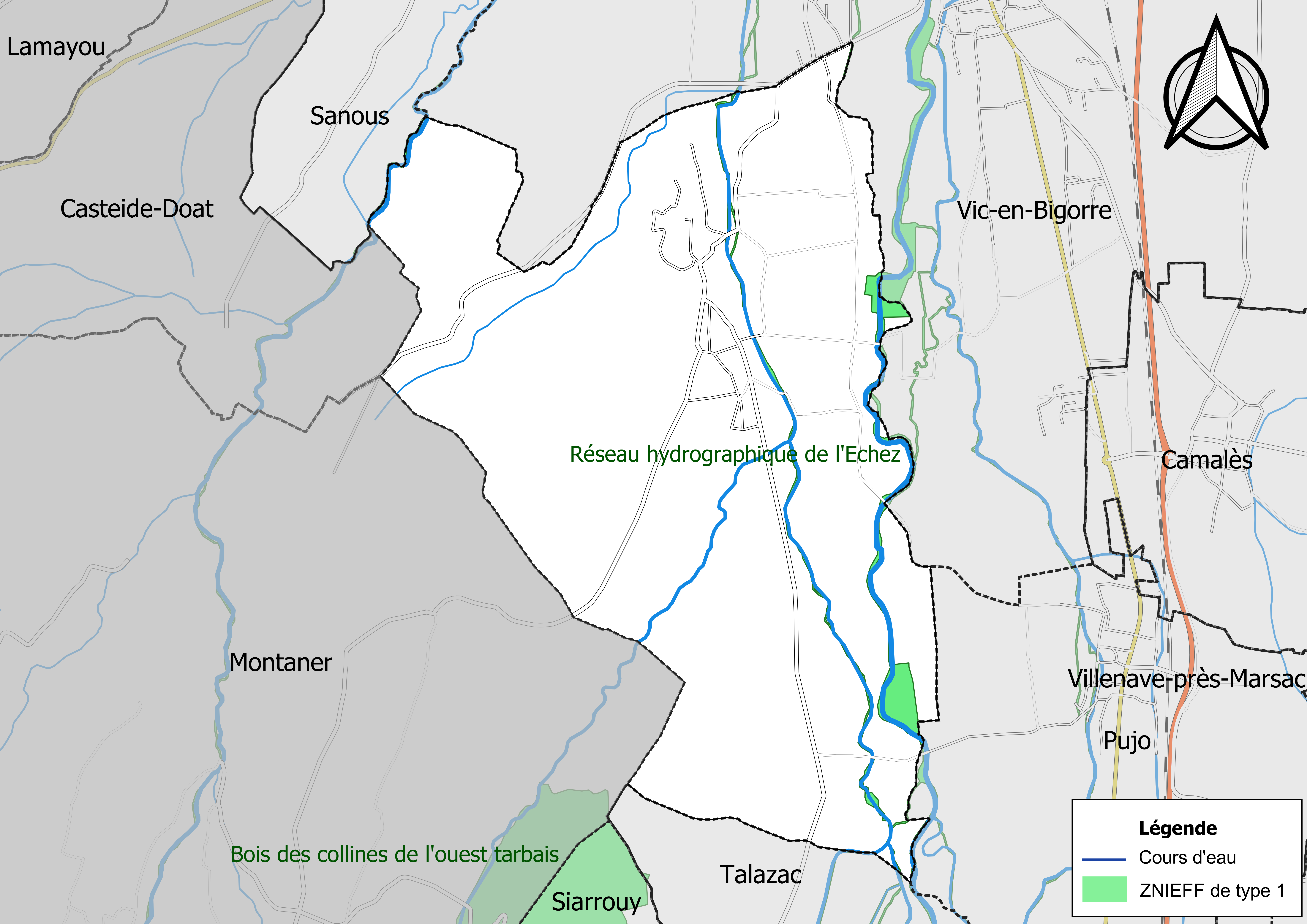
Carte de la ZNIEFF de type 1 sur la commune.
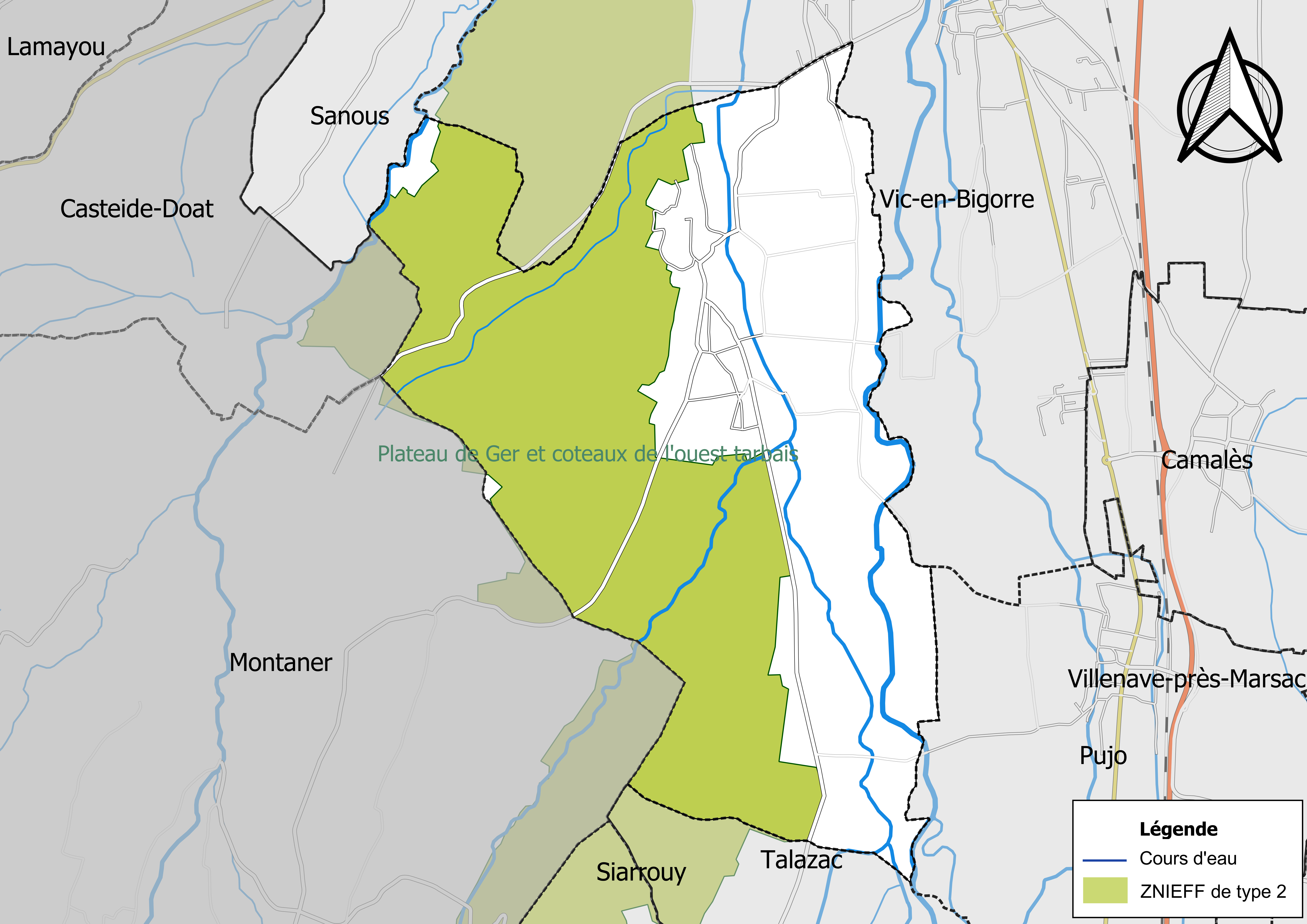
Carte de la ZNIEFF de type 2 sur la commune.

## Urbanisme

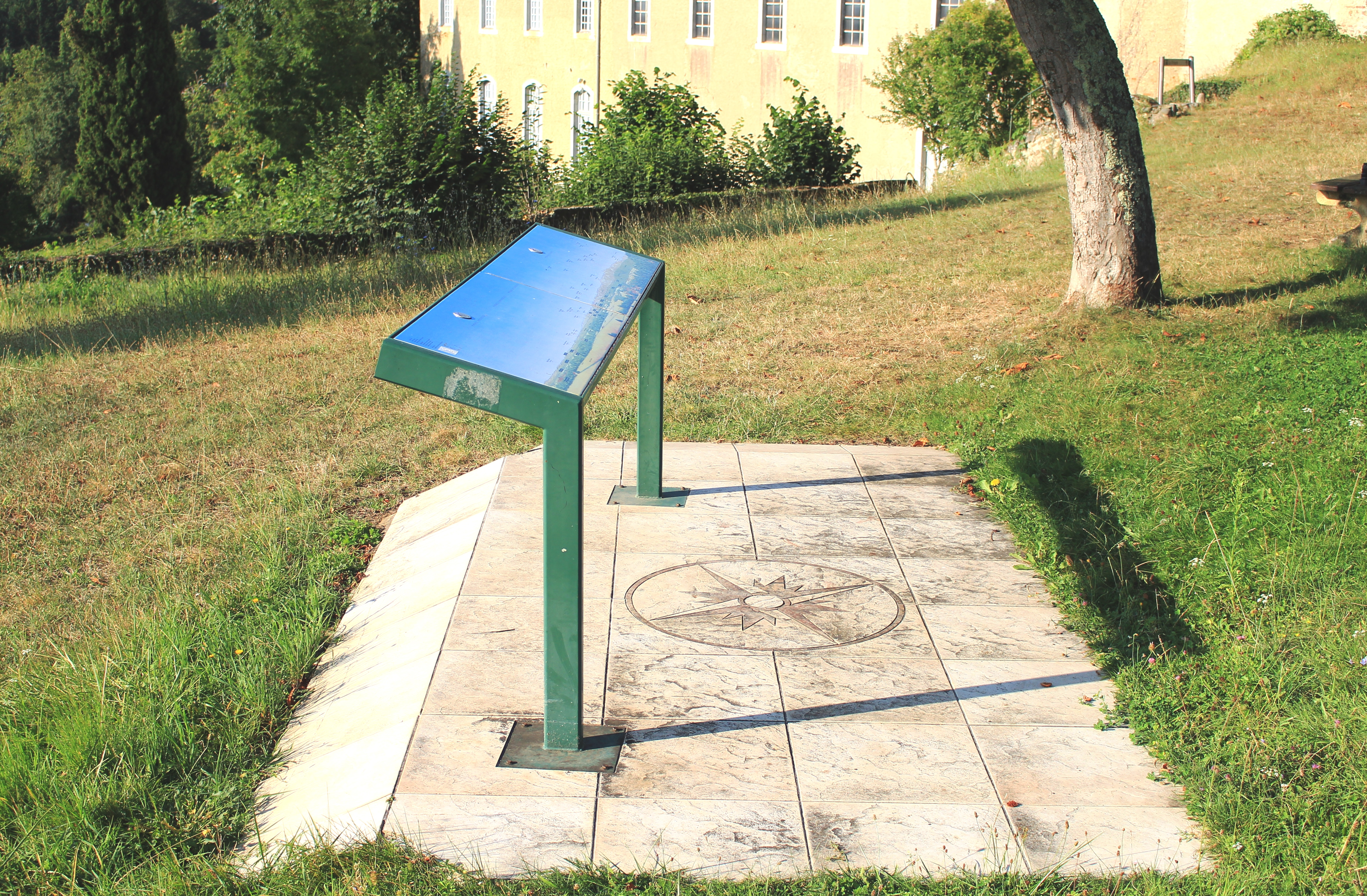
La table d'orientation en 2021.

### Typologie
Au 1er janvier 2024, Saint-Lézer est catégorisée commune rurale à habitat dispersé, selon la nouvelle grille communale de densité à sept niveaux définie par l'Insee en 2022.
Elle est située hors unité urbaine. Par ailleurs la commune fait partie de l'aire d'attraction de Tarbes, dont elle est une commune de la couronne,. Cette aire, qui regroupe 153 communes, est catégorisée dans les aires de 50 000 à moins de 200 000 habitants,.

### Occupation des sols
L'occupation des sols de la commune, telle qu'elle ressort de la base de données européenne d’occupation biophysique des sols Corine Land Cover (CLC), est marquée par l'importance des forêts et milieux semi-naturels (49,1 % en 2018), une proportion sensiblement équivalente à celle de 1990 (49,3 %). La répartition détaillée en 2018 est la suivante : 
forêts (49,1 %), terres arables (41,3 %), zones urbanisées (6,3 %), zones agricoles hétérogènes (2,5 %), prairies (0,7 %).
L'IGN met par ailleurs à disposition un outil en ligne permettant de comparer l’évolution dans le temps de l’occupation des sols de la commune (ou de territoires à des échelles différentes). Plusieurs époques sont accessibles sous forme de cartes ou photos aériennes : la carte de Cassini (XVIIIe siècle), la carte d'état-major (1820-1866) et la période actuelle (1950 à aujourd'hui).

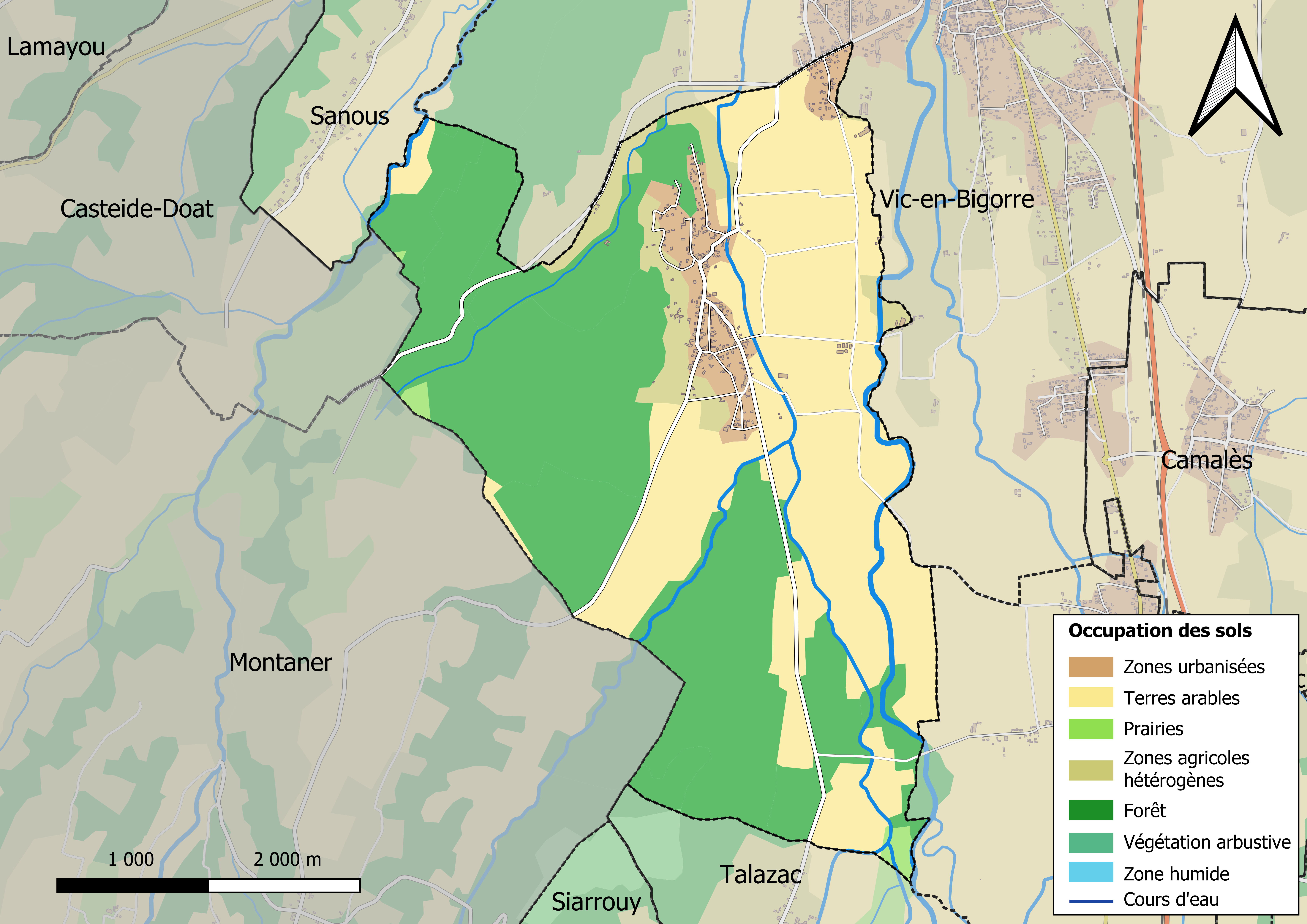
Carte des infrastructures et de l'occupation des sols en 2018 (CLC) de la commune.
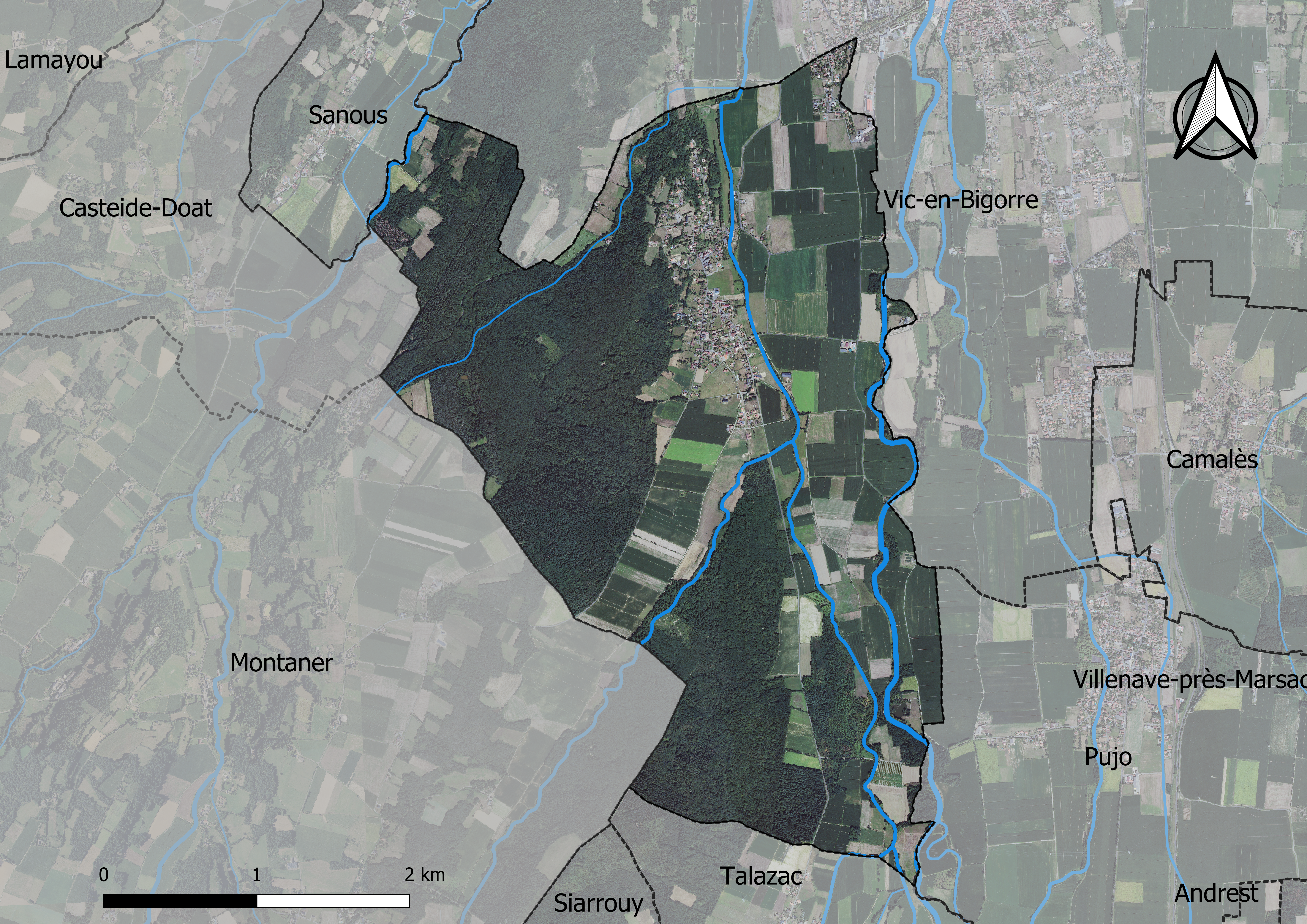
Carte orthophotogrammétrique de la commune.

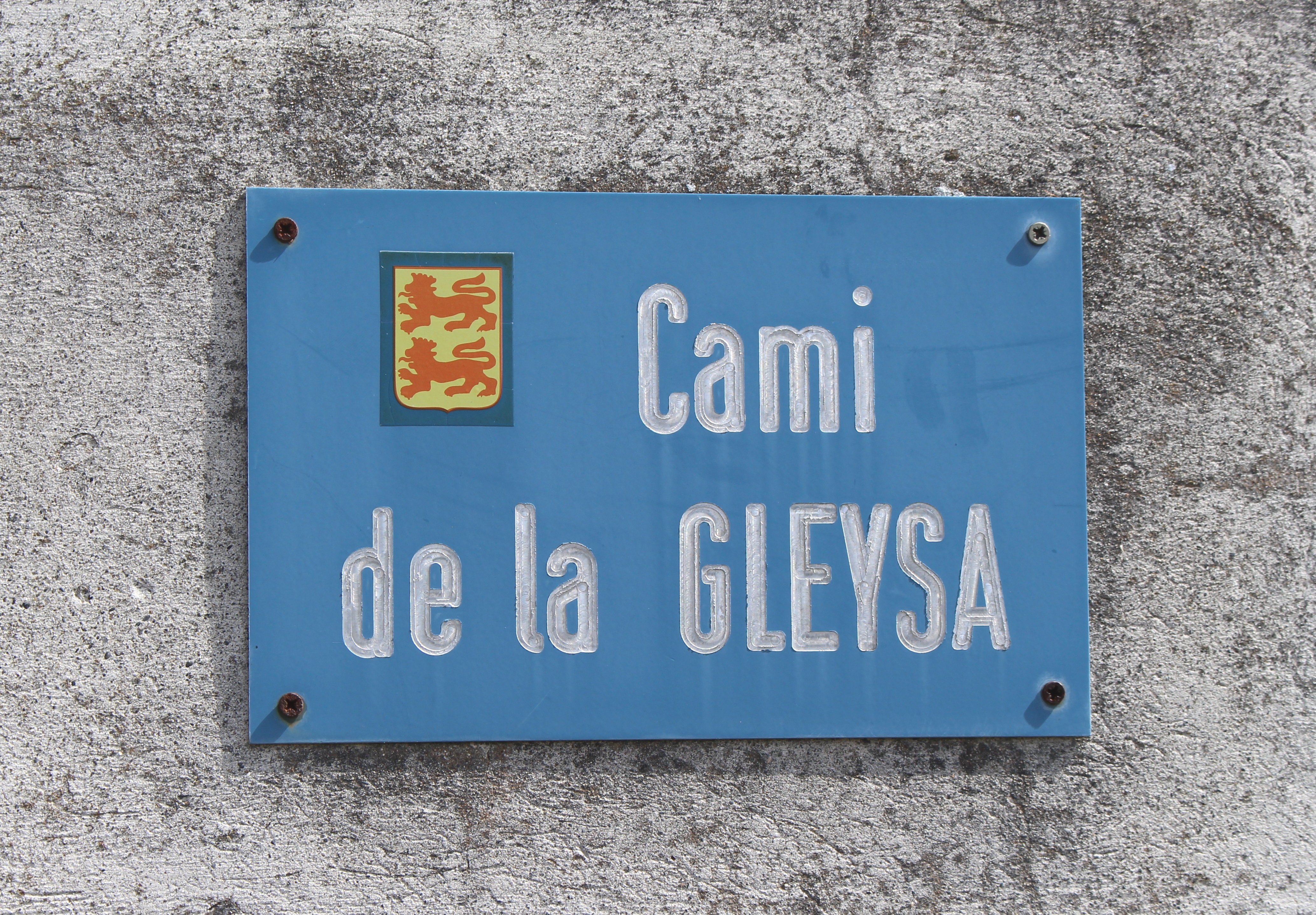
Rue du village.

### Logement
En 2012, le nombre total de logements dans la commune est de 195.
Parmi ces logements, 88,7 % sont des résidences principales, 3,1 % des résidences secondaires et 8,2 % des logements vacants.

### Voies de communication et transports
Cette commune est desservie par les routes départementales D 7, D 61 et D 63.
Le GR 101 traverse la commune du nord au sud.

### Risques majeurs
Le territoire de la commune de Saint-Lézer est vulnérable à différents aléas naturels : météorologiques (tempête, orage, neige, grand froid, canicule ou sécheresse), inondations, mouvements de terrains et séisme (sismicité modérée). Un site publié par le BRGM permet d'évaluer simplement et rapidement les risques d'un bien localisé soit par son adresse soit par le numéro de sa parcelle.
Certaines parties du territoire communal sont susceptibles d’être affectées par le risque d’inondation par débordement de cours d'eau, notamment l'Échez, le Lys, le canal de Luzerte, le Géline et le Luzerte. La cartographie des zones inondables en ex-Midi-Pyrénées réalisée dans le cadre du XIe Contrat de plan État-région, visant à informer les citoyens et les décideurs sur le risque d’inondation, est accessible sur le site de la DREAL Occitanie. La commune a été reconnue en état de catastrophe naturelle au titre des dommages causés par les inondations et coulées de boue survenues en 1982, 1999, 2009 et 2018,.
Saint-Lézer est exposée au risque de feu de forêt. Un plan départemental de protection des forêts contre les incendies a été approuvé par arrêté préfectoral le 21 avril 2020 pour la période 2020-2029. Le précédent couvrait la période 2007-2017. L’emploi du feu est régi par deux types de réglementations. D’abord le code forestier et l’arrêté préfectoral du 27 octobre 2014, qui réglementent l’emploi du feu à moins de 200 m des espaces naturels combustibles sur l’ensemble du département. Ensuite celle établie dans le cadre de la lutte contre la pollution de l’air, qui interdit le brûlage des déchets verts des particuliers. L’écobuage est quant à lui réglementé dans le cadre de commissions locales d’écobuage (CLE)

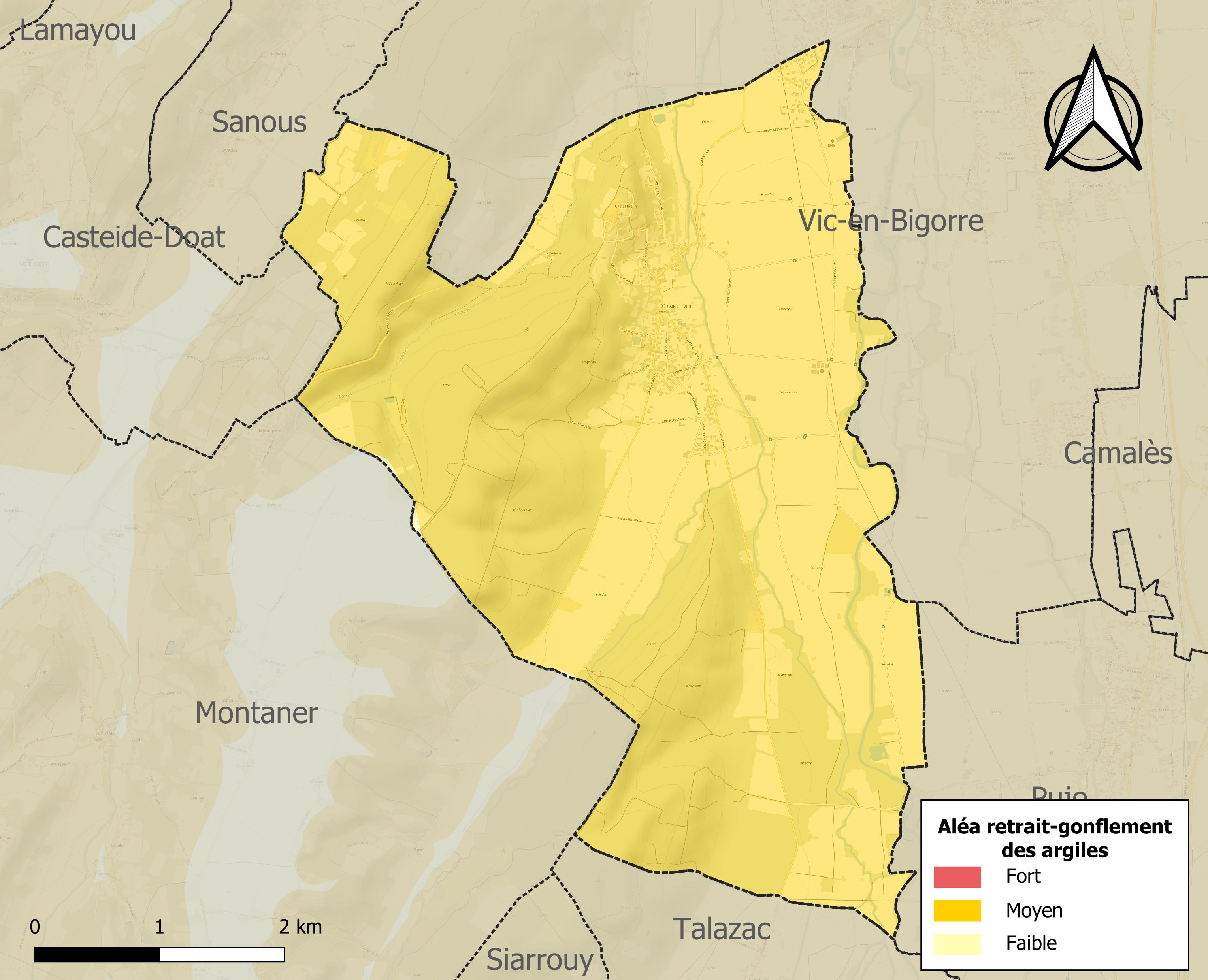
Carte des zones d'aléa retrait-gonflement des sols argileux de Saint-Lézer.

Les mouvements de terrains susceptibles de se produire sur la commune sont des tassements différentiels.
Le retrait-gonflement des sols argileux est susceptible d'engendrer des dommages importants aux bâtiments en cas d’alternance de périodes de sécheresse et de pluie. La totalité de la commune est en aléa moyen ou fort (44,5 % au niveau départemental et 48,5 % au niveau national). Sur les 204 bâtiments dénombrés sur la commune en 2019, 204 sont en aléa moyen ou fort, soit 100 %, à comparer aux 75 % au niveau départemental et 54 % au niveau national. Une cartographie de l'exposition du territoire national au retrait gonflement des sols argileux est disponible sur le site du BRGM,.
Par ailleurs, afin de mieux appréhender le risque d’affaissement de terrain, l'inventaire national des cavités souterraines permet de localiser celles situées sur la commune.
Concernant les mouvements de terrains, la commune a été reconnue en état de catastrophe naturelle au titre des dommages causés par des mouvements de terrain en 1999.

## Toponymie

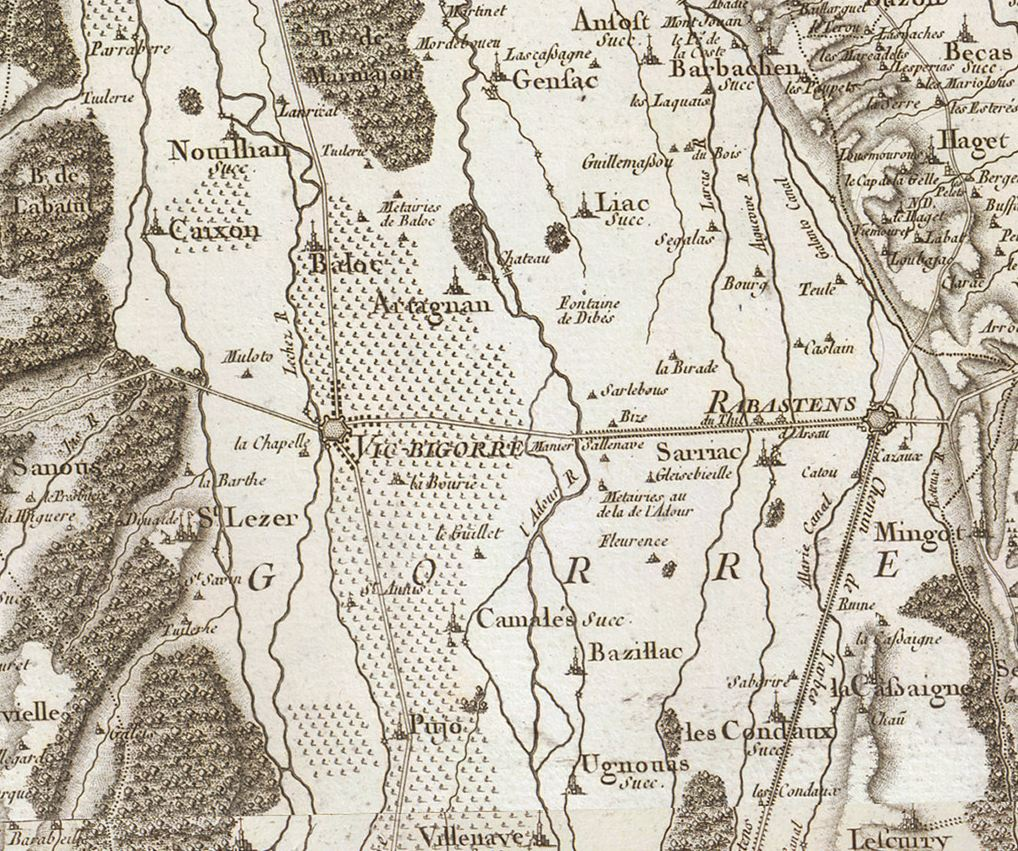
Extrait de la carte de Cassini (entre 1756 et 1789) situant Saint-Lézer au sud-ouest de Vic-en-Bigorre.

On trouvera les principales informations dans le Dictionnaire toponymique des communes des Hautes Pyrénées de Michel Grosclaude et Jean-François Le Nail qui rapporte les dénominations historiques du village :
Dénominations historiques :
- Beorretanæ Urbis… apud Talvam (VIe s. Grégoire de Tours. De gloria confessorum) ;
- In ipso Bigorrensi castro (1064 charte de Cluny t. IV. n° 3402 p. 504) ;
- abbas Sancti Liceri Bigorre, latin (1026, cartulaire de Lézat) ;
- in ipso Bigorrensi castro, latin (1064, cartulaire Cluny) ;
- prior Sancti Licerii, latin (1090, ibid.) ;
- De Sancto Licerio, latin (XIIe s., cartulaires Bigorre ; 1300, enquête Bigorre ; 1313, Debita regi Navarre ; 1342, pouillé de Tarbes ; etc.) ;
- Sent Lezier (ibid.) ;
- Sen Lisier (XIIe ou XIIIe s., livre vert  de Bénac) ;
- Senlezer (1285, montre Bigorre) ;
- Sent Leser (1429, censier de Bigorre) ;
- S. Lezer (fin XVIIIe siècle, carte de Cassini).

Étymologie : de Sanctus Licerius, évêque de Bigorre.
Nom occitan : Sent Leser.

## Histoire

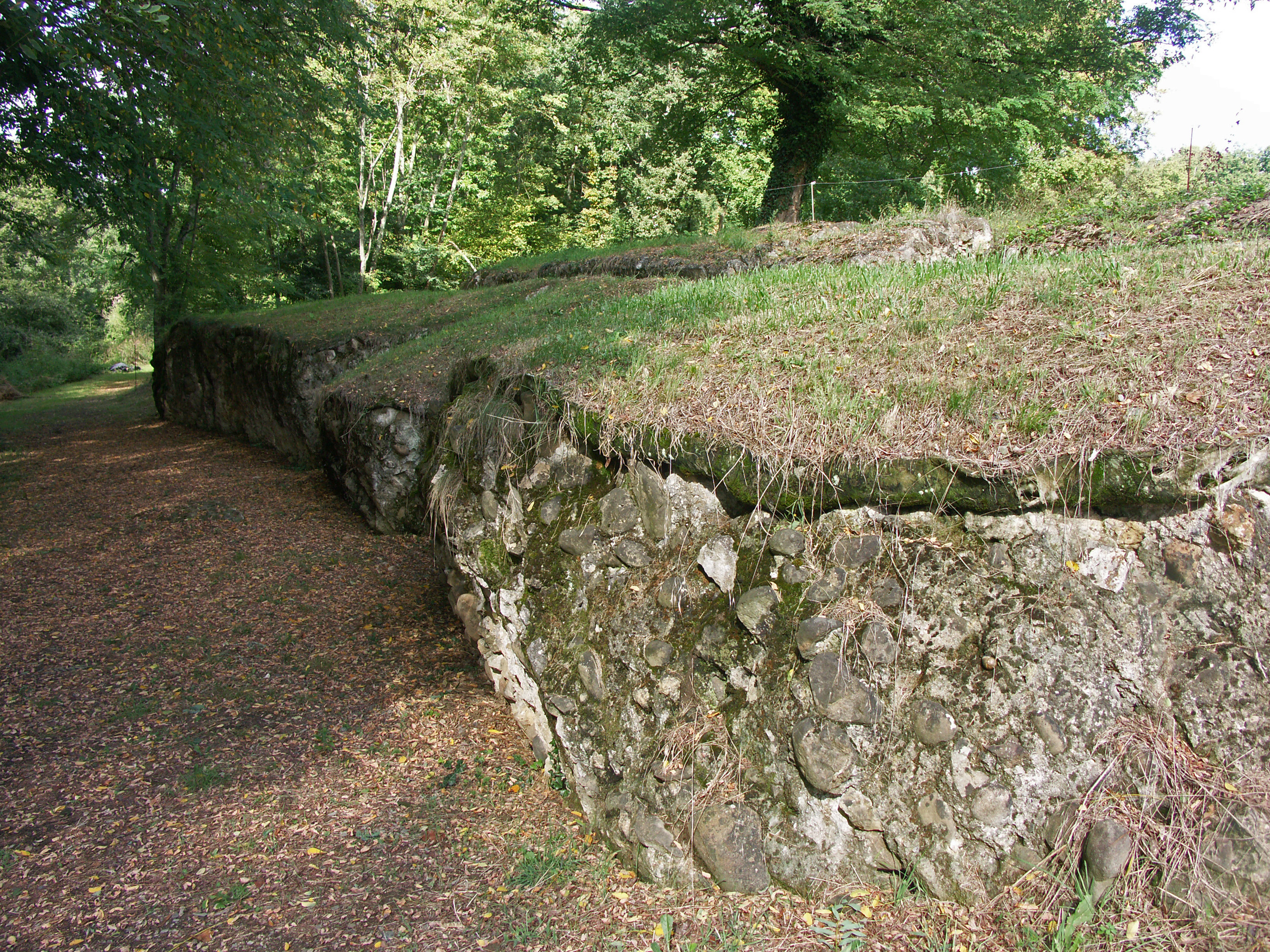
Enceinte gallo-romaine.

### Antiquité
Fondée avant l'époque gallo-romaine, Saint-Lézer portait le nom de Castrum Bigorra. D'abord capitale des Biguerres, elle est transformée au IVe siècle en place-forte pour protéger la nouvelle capitale, Tarbes.

### Moyen Âge
Vers l'an mil, les comtes de Bigorre y établissent leur résidence sur la motte castrale, le Castelbieilh.

### Cadastre napoléonien de Saint-Lézer
Le plan cadastral napoléonien de Saint-Lézer est consultable sur le site des archives départementales des Hautes-Pyrénées.

## Politique et administration

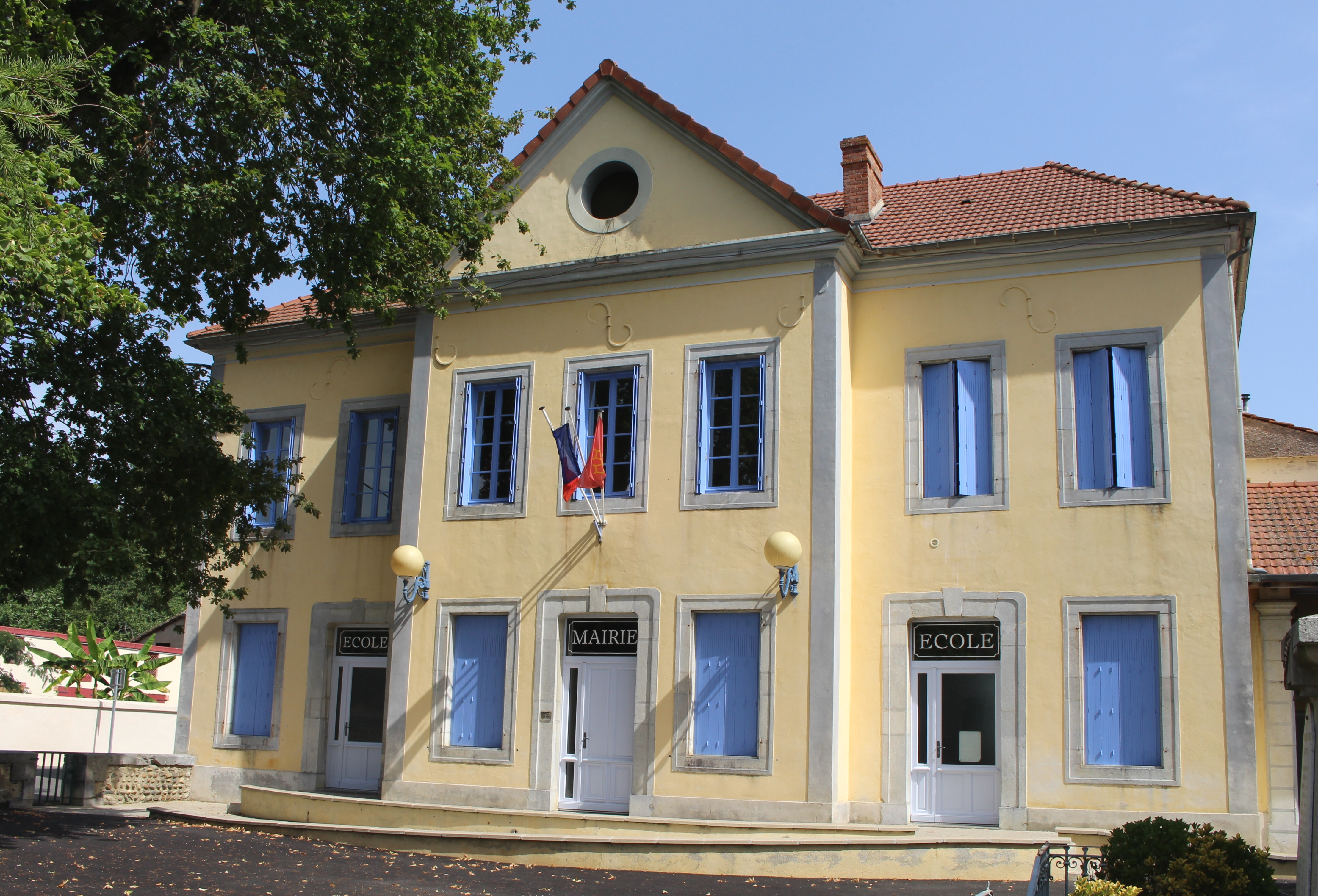
La mairie en 2017.

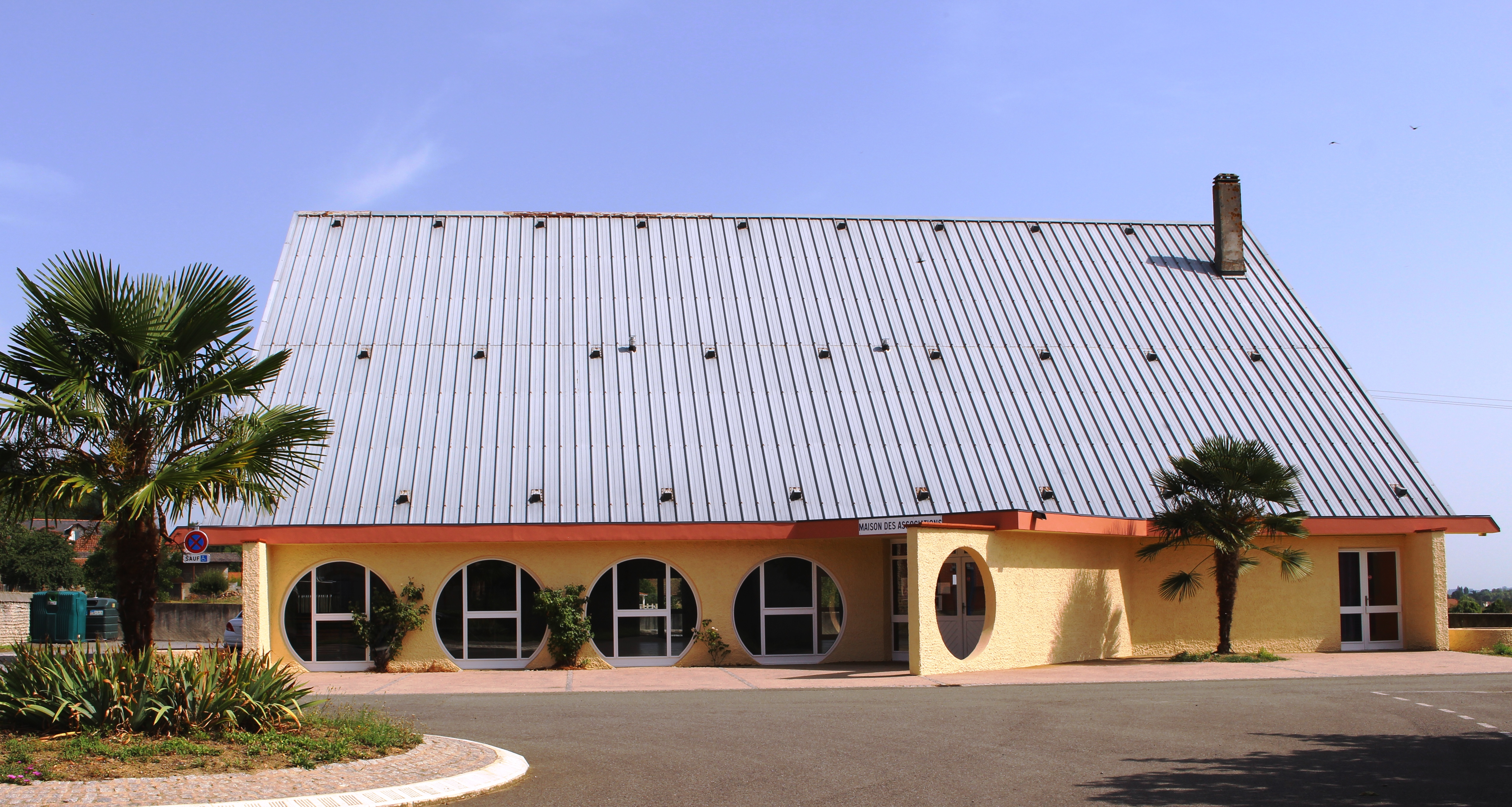
Le foyer rural en 2017.

### Liste des maires
| Période                                  | Période   | Identité            | Étiquette | Qualité |
| ---------------------------------------- | --------- | ------------------- | --------- | ------- |
| Les données manquantes sont à compléter. |           |                     |           |         |
|                                          |           |                     |           |         |
| 1943                                     | 1943      | Cyprien Larré       |           |         |
| mars 1995                                | mars 2001 | Jean-Pierre Mocalin |           |         |
| mars 2001                                | mars 2008 | René Lamon          |           |         |
| mars 2008                                | mars 2014 | François Aussibal   |           |         |
| mars 2014                                | mars 2020 | Serge Joseph        |           |         |
| mars 2020                                | En cours  | Étienne Tissedre    |           |         |

### Rattachements administratifs et électoraux

#### Historique administratif
Pays et sénéchaussée de Bigorre, quarteron de Vic, canton de Vic-en-Bigorre (1790).

#### Intercommunalité
Saint-Lézer appartient à la communauté de communes Adour Madiran créée en janvier 2017 qui a la particularité de réunir 72 communes de Bigorre et Béarn.

## Population et société

### Démographie

#### Évolution démographique
| 1793 | 1800 | 1806 | 1821 | 1831 | 1836 | 1841 | 1846 | 1851 |
| ---- | ---- | ---- | ---- | ---- | ---- | ---- | ---- | ---- |
| 349  | 355  | 361  | 439  | 460  | 466  | 448  | 465  | 440  |

| 1856 | 1861 | 1866 | 1876 | 1881 | 1886 | 1891 | 1896 | 1901 |
| ---- | ---- | ---- | ---- | ---- | ---- | ---- | ---- | ---- |
| 428  | 385  | 394  | 383  | 408  | 371  | 367  | 347  | 336  |

| 1906 | 1911 | 1921 | 1926 | 1931 | 1936 | 1946 | 1954 | 1962 |
| ---- | ---- | ---- | ---- | ---- | ---- | ---- | ---- | ---- |
| 329  | 309  | 274  | 262  | 259  | 258  | 252  | 251  | 255  |

| 1968 | 1975 | 1982 | 1990 | 1999 | 2006 | 2011 | 2016 | 2021 |
| ---- | ---- | ---- | ---- | ---- | ---- | ---- | ---- | ---- |
| 268  | 331  | 362  | 363  | 333  | 386  | 418  | 422  | 431  |

| 2022 | - | - | - | - | - | - | - | - |
| ---- | - | - | - | - | - | - | - | - |
| 434  | - | - | - | - | - | - | - | - |

### Enseignement
La commune dépend de l'académie de Toulouse. Elle dispose d’une école en 2017.
- École primaire.

## Économie

### Revenus
En 2018, la commune compte 179 ménages fiscaux, regroupant 406 personnes. La médiane du revenu disponible par unité de consommation est de 23 400 € (20 420 € dans le département).

### Emploi
|                | 2008  | 2013  | 2018  |
| -------------- | ----- | ----- | ----- |
| Commune        | 4,7 % | 4,8 % | 7,3 % |
| Département    | 7,7 % | 9,4 % | 9,8 % |
| France entière | 8,3 % | 10 %  | 10 %  |

En 2018, la population âgée de 15 à 64 ans s'élève à 248 personnes, parmi lesquelles on compte 69,6 % d'actifs (62,3 % ayant un emploi et 7,3 % de chômeurs) et 30,4 % d'inactifs,. Depuis 2008, le taux de chômage communal (au sens du recensement) des 15-64 ans est inférieur à celui de la France et du département.
La commune fait partie de la couronne de l'aire d'attraction de Tarbes, du fait qu'au moins 15 % des actifs travaillent dans le pôle,. Elle compte 31 emplois en 2018, contre 33 en 2013 et 29 en 2008. Le nombre d'actifs ayant un emploi résidant dans la commune est de 156, soit un indicateur de concentration d'emploi de 20 % et un taux d'activité parmi les 15 ans ou plus de 47,5 %.
Sur ces 156 actifs de 15 ans ou plus ayant un emploi, 21 travaillent dans la commune, soit 14 % des habitants. Pour se rendre au travail, 93,5 % des habitants utilisent un véhicule personnel ou de fonction à quatre roues, 0,6 % les transports en commun, 0,7 % s'y rendent en deux-roues, à vélo ou à pied et 5,2 % n'ont pas besoin de transport (travail au domicile).

## Culture locale et patrimoine

### Lieux et monuments

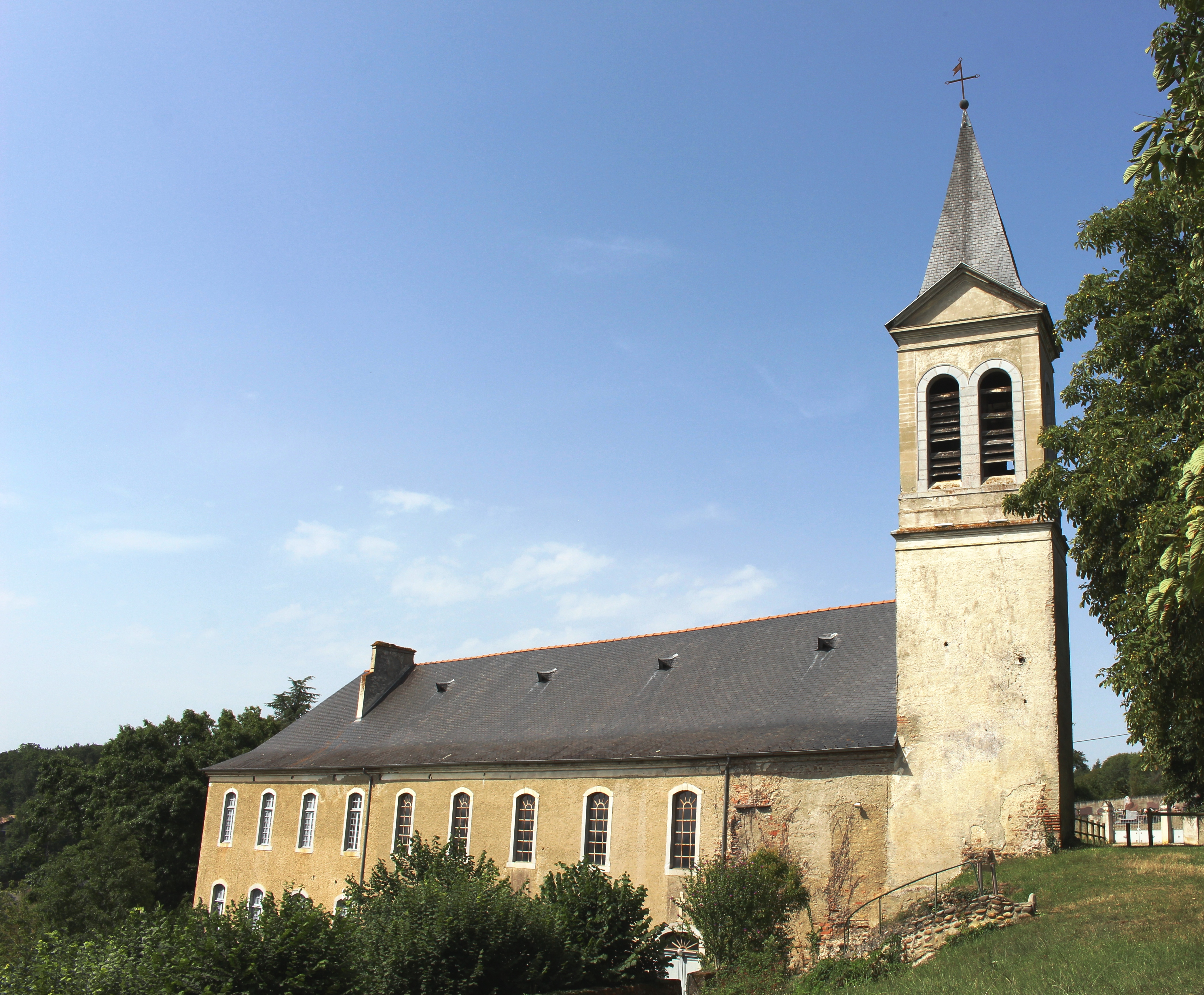
L'église Saint-Lizier en 2017.

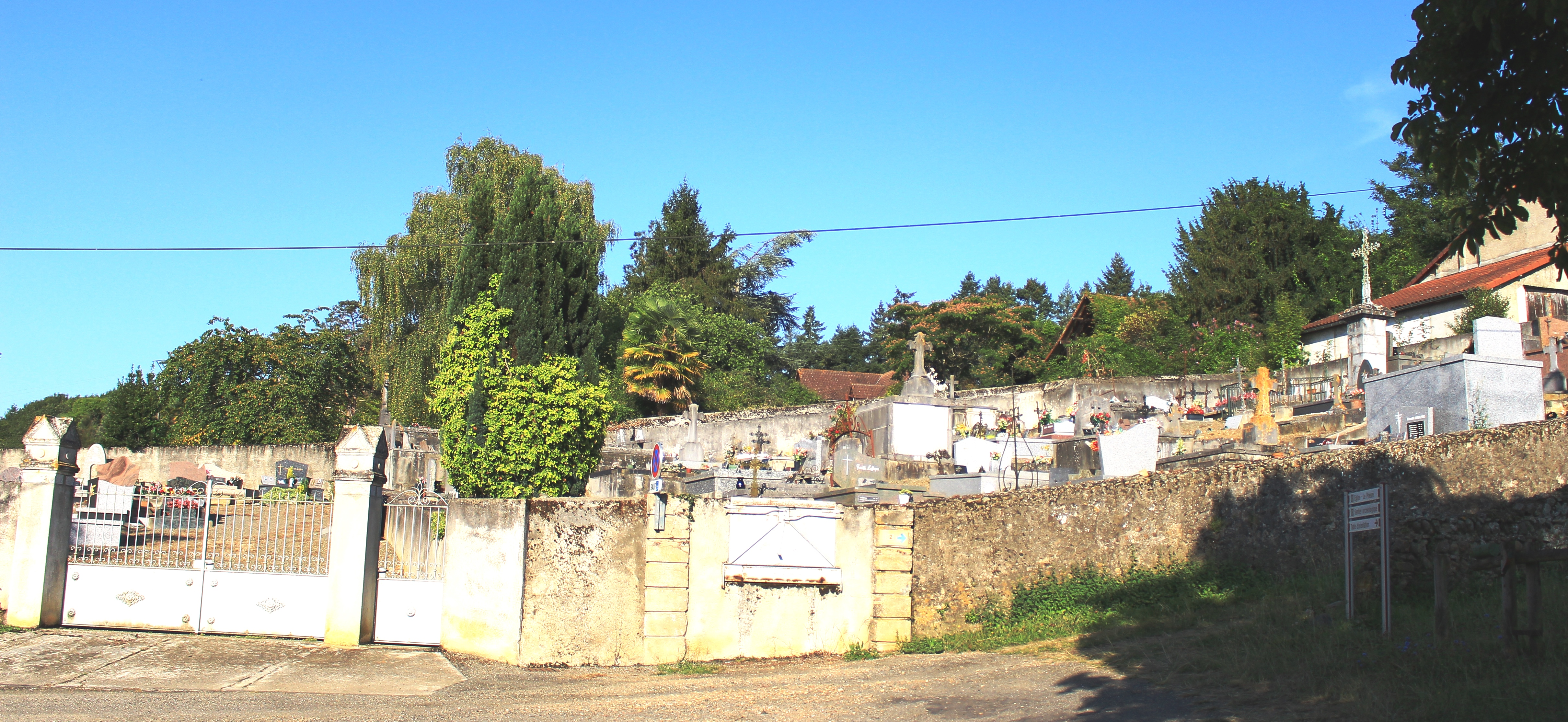
L'entrée du nouveau cimetière.

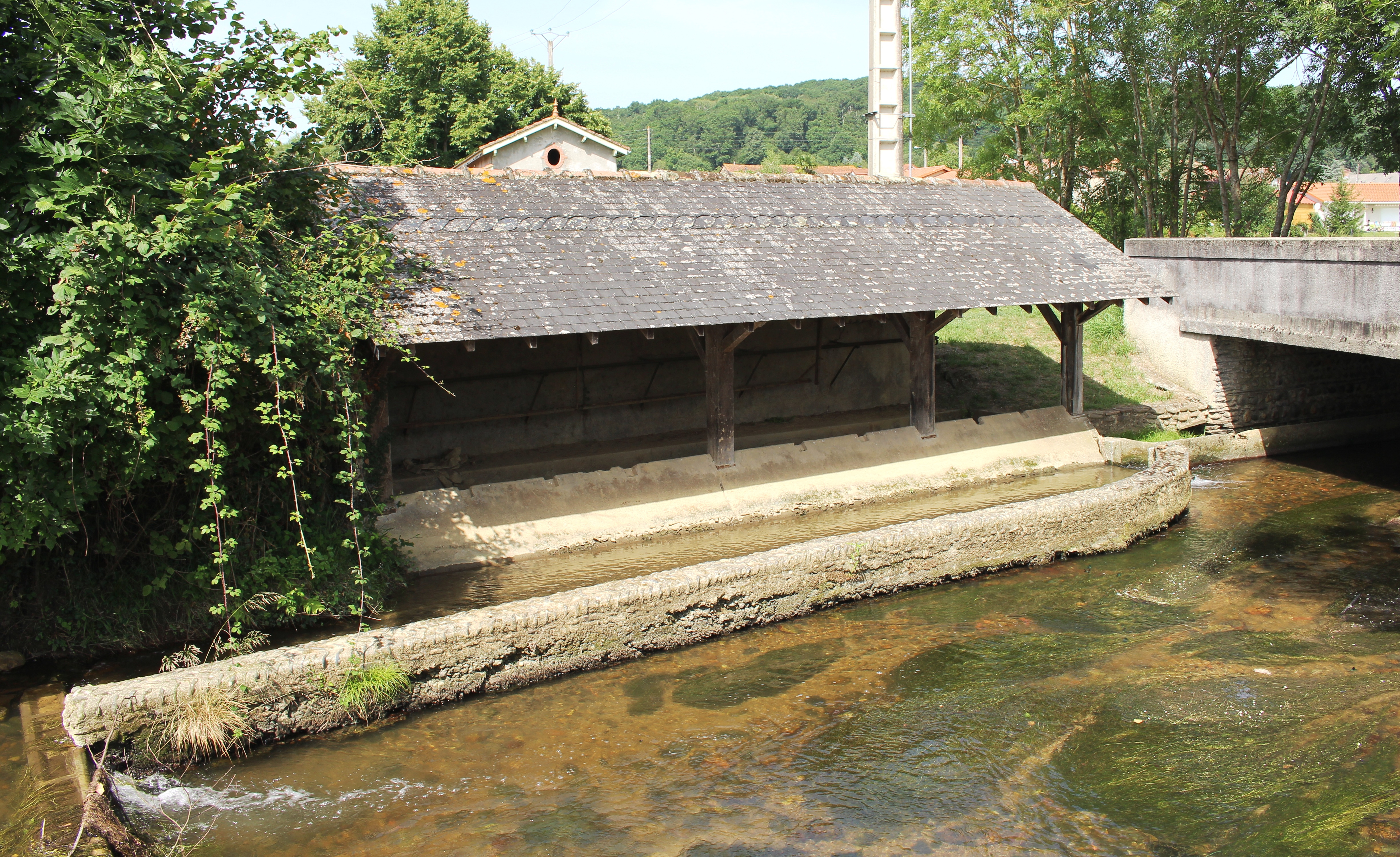
Le lavoir en 2017.

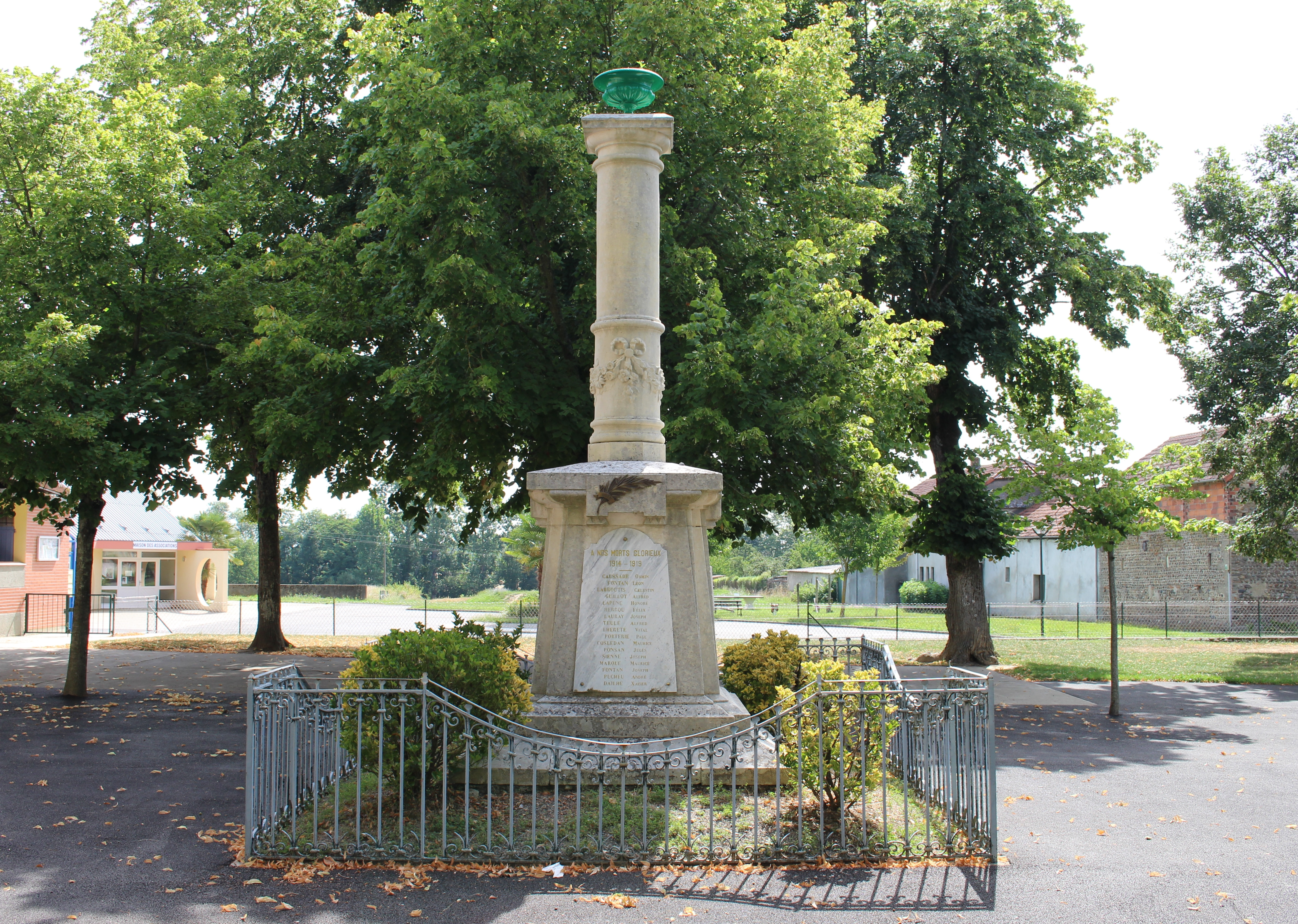
Le monument aux morts municipal.

- Église paroissiale dédiée à saint Lézer (retable et boiseries), établie dans une aile de l'ancien prieuré clunisien, démantelé à la Révolution par Bertrand Barère. Ce prieuré était construit sur les fondations d'une abbaye du VIe siècle, détruite par les Normands deux siècles plus tard, puis relevée au XIe siècle par l'ordre de Cluny et rattachée à celle de Saint-Lizier (Ariège).
- Sentier archéologique du Castrum Bigorra : vestiges gallo-romains, motte médiévale, four à chaux du XVIIIe siècle.
- Moulin du XVIIIe siècle et ancienne scierie du prieuré.
- Lavoir.

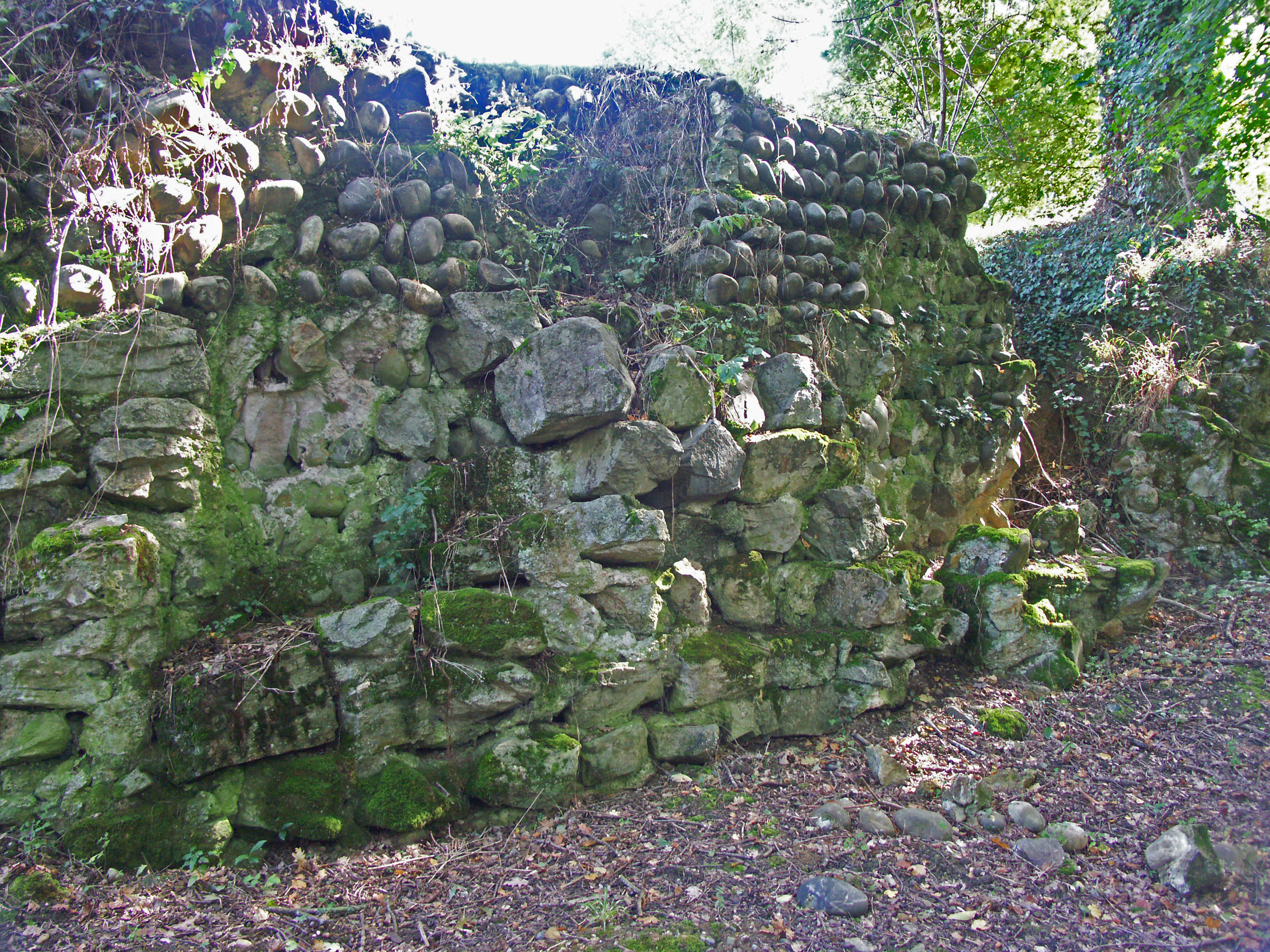
Fondations gallo-romaines du castrum.

### Héraldique
| Blason | Blasonnement : D'azur au lion d'or accompagné de trois étoiles d'argent. |